# Marek Rudnicki (matematyk)
Marek Rudnicki (zm. 10 sierpnia 2013) – polski matematyk, doktor habilitowany nauk technicznych w zakresie elektrotechniki, specjalność: elektrotechnika, specjalista w zakresie metody numerycznej, obliczeń ewolucyjnych, optymalizacji, sztucznej inteligencji i teorii pola elektromagnetycznego. Profesor Politechniki Łódzkiej, wieloletni pracownik Instytutu Informatyki PŁ oraz kierownik Zakładu Sieci Komputerowych na tejże uczelni.

## Odznaczenia
- Medal Komisji Edukacji Narodowej
- Złoty Medal za Długoletnią Służbę